# Dvoručno bacanje diska na Olimpijskim igrama
Osvajači olimpijskih medalja u atletskoj disciplini dvoručno bacanje diska, koja se našla u programu Igara samo jedanput i to samo u muškoj konkurenciji, prikazani su u sljedećoj tablici:
| Olimpijske igre | Zlato               | Zlato   | Srebro                | Srebro  | Bronca               | Bronca  |
| Stockholm 1912. | Armas Taipale (FIN) | 82,86 m | Elmer Niklander (FIN) | 77,96 m | Emil Magnusson (ŠVE) | 77,37 m |